# Thalassina spinirostris
Thalassina spinirostris is een tienpotigensoort uit de familie van de Thalassinidae. De wetenschappelijke naam van de soort is voor het eerst geldig gepubliceerd in 2010 door Ngoc-Ho & de Saint Laurent.